# Chiesa dei Santi Michele e Solutore
La chiesa dei Santi Michele e Solutore, conosciuta anche come parrocchiale dei Santi Michele e Solutore, è la parrocchiale di Strambino, in città metropolitana di Torino e diocesi di Ivrea; fa parte della vicaria Calusiese-Strambinese.

## Storia
Dedicata a san Michele e a san Solutore, venne costruita su progetto di Carlo Andrea Rana tra il 1764 e il 1786, e venne consacrata nel 1821 dall'allora vescovo di Ivrea, Luigi Moreno. L'organo che vi si trova fu costruito da Giuseppe II Serassi tra il 1810 e il 1812. Fu successivamente ampliato dagli stessi Serassi nel 1864.

## Descrizione[1]
La pianta della chiesa di Strambino è un intreccio di varie forme: la parte centrale è un poligono ellittico allungato, alle cui estremità si trova: 
- da un lato il vestibolo, diviso in tre spazi rettangolari, e su cui poggia l'orchestra; 
- dall'altro lato il presbiterio a base circolare seguito dalla cappella ottagonale della Madonna del Rosario. Quest'ultima, veneratissima dagli Strambinese, si colloca su un livello più alto rispetto all'altare maggiore, poiché si trova sopra una cripta. A quest'ultima cappella si accede per mezzo di due scale semicircolari di suggestione guariniana, poste ai lati del presbiterio circolare, così come nel Duomo di Torino si sale alla Cappella della Sindone. 
La successione di questi diversi schemi (rettangolare, ellittico, circolare e ottagonale) genera un ampio e armonioso movimento degli spazi che, nonostante la loro diversità, formano un insieme unitario. La pianta ellittica scelta dall'architetto per la parte centrale gli permise di ottenere, insieme alle cappelle laterali, forti giochi di chiaroscuri e un ampio dispiegamento di linee curve, dando alla grandiosa tipologia di un unico ambiente nella pianta centrale un movimento inusuale.
L'esterno della chiesa mostra tutta la potenza del Rana architetto militare. La struttura potente e rustica delle forme in mattoni a vista crea robuste zone d'ombra scolpite da corpi sporgenti e finestre profonde. Tuttavia, ogni nota di pesantezza si annulla in un'esaltazione della verticalità che porta l'occhio verso l'alto, dove il movimento è scandito dalle volute dei contrafforti. 
Il contrasto tra l'esterno con le sue severe strutture periferiche e l'interno con la sua inventiva fantasia decorativa potrebbe far pensare che il Rana sarebbe un architetto più attento all'interno che all'esterno. Ma le forme rigorose dell'esterno, che non suggeriscono certamente la raffinatezza dell'interno, danno la misura del perfetto equilibrio di un artista non dimenticando la profonda cultura barocca.

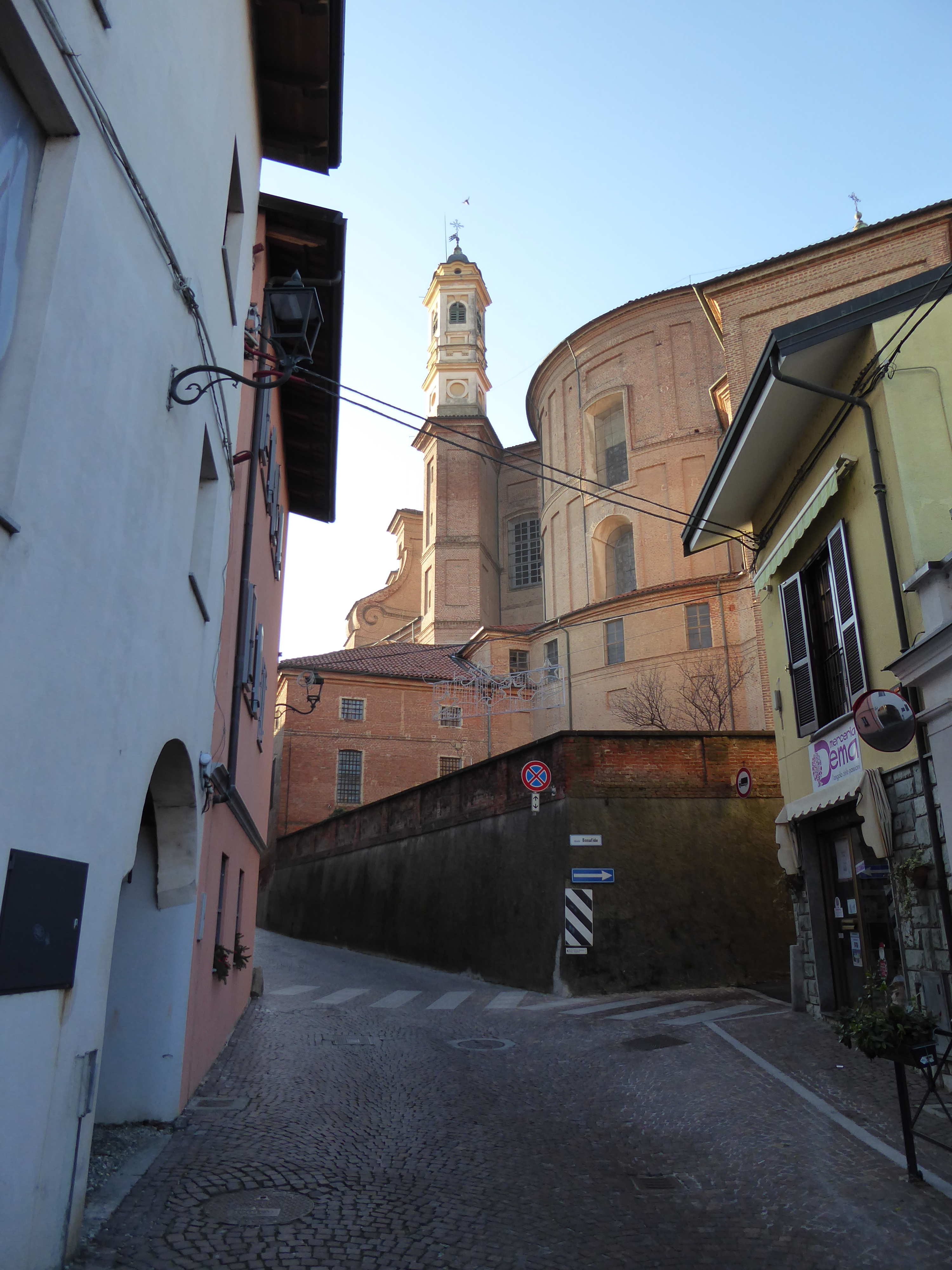
Chiesa di Strambino vista dal Corso Italia

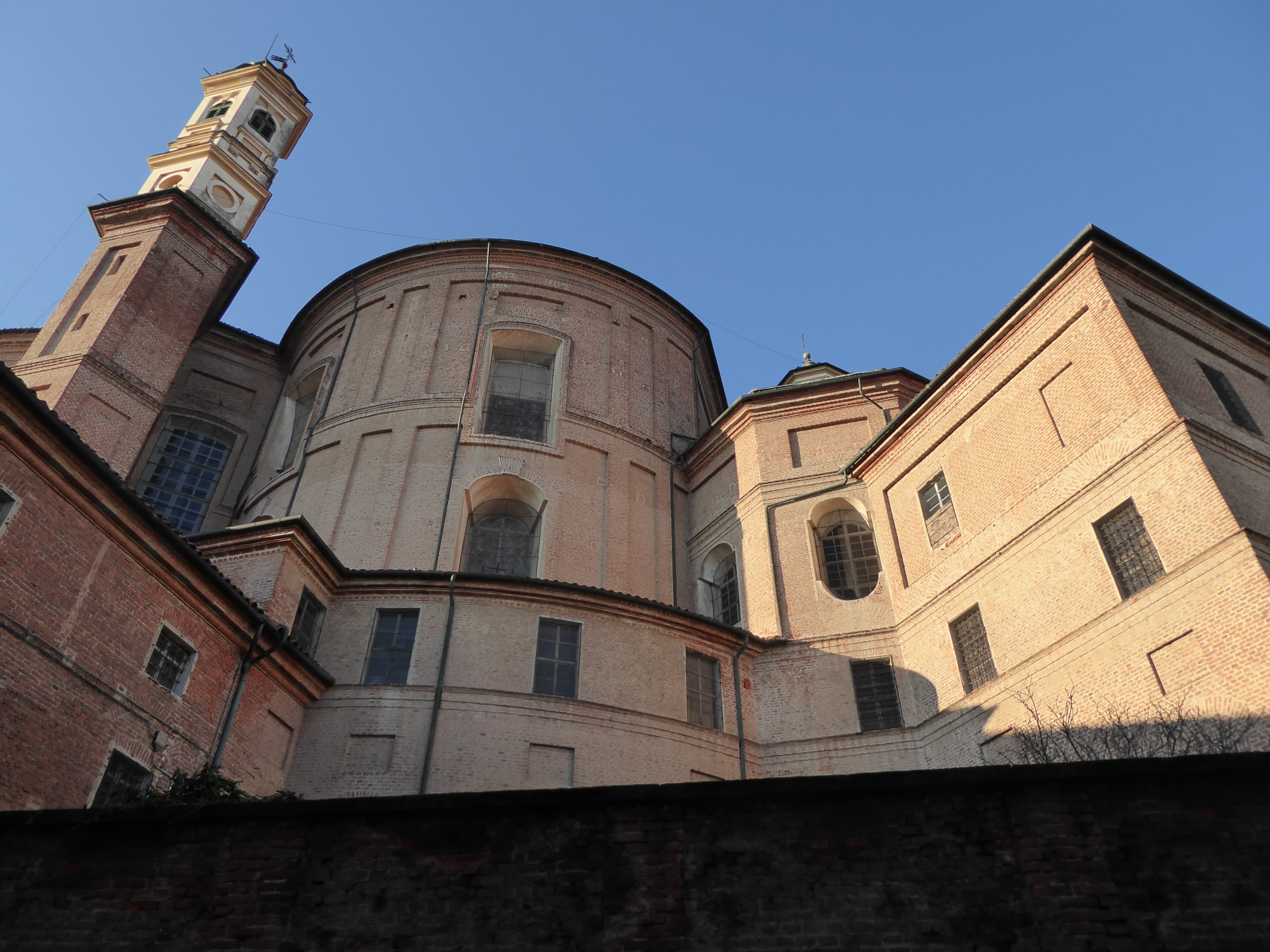
Aspetto imponente e militare della chiesa

### Aneddoto divertente

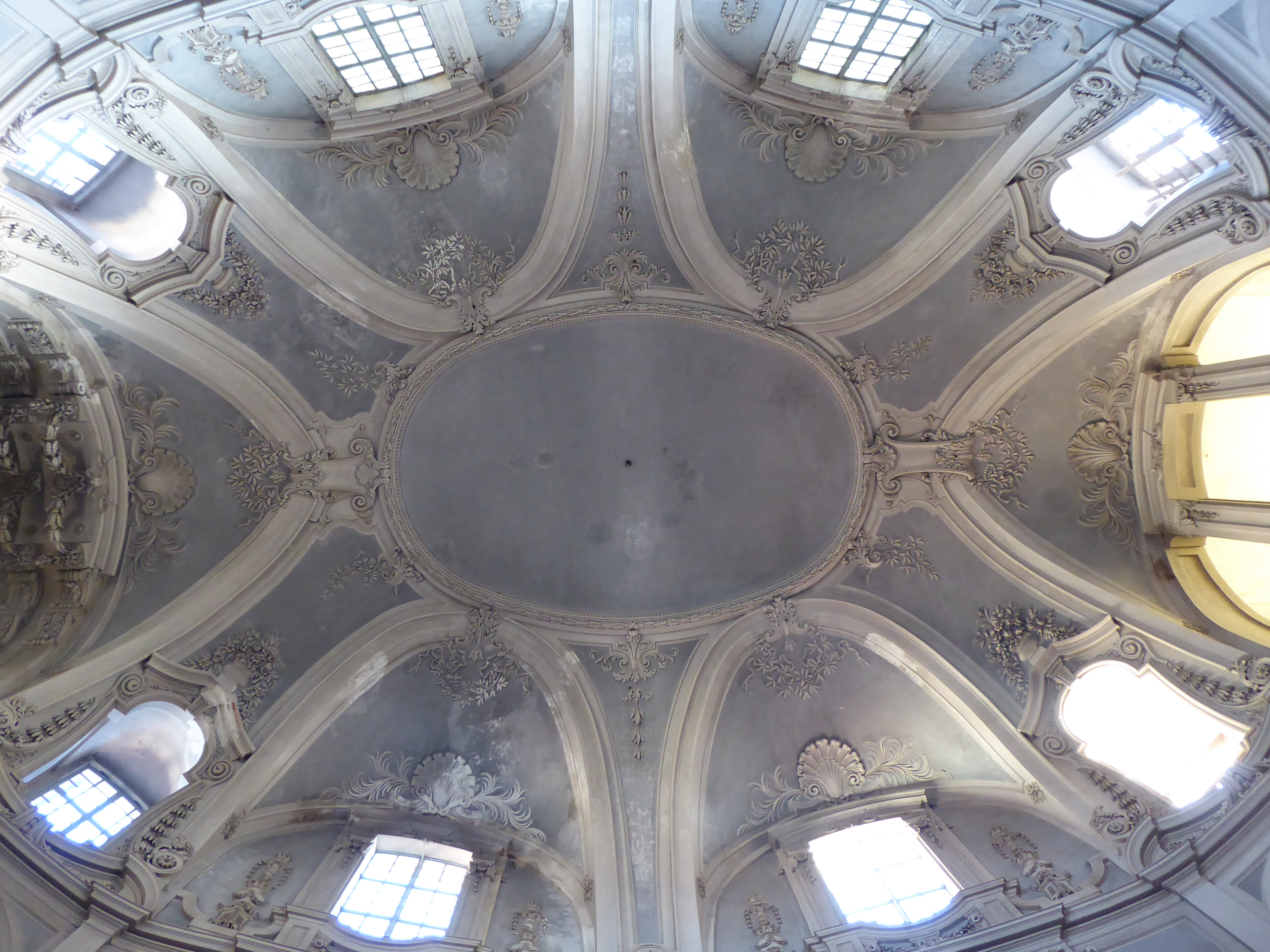
Volta del vano principale

Secondo alcuni, la pianta della chiesa ha la forma di una rana, suggerendo uno spiritoso giochetto araldico che fa della chiesa il gigantesco stemma del suo architetto, Carlo Rana. La chiesa ha un corpo con piccole zampe, proprio come la rana, tranne quando salta. Così il muso sarebbe il presbiterio, con gli occhi sporgenti. E le due gambe anteriori si incontrano circondando la cappella absidale.

### Pianta
Nel Archivio di Stato di Torino si può consultare una bellissima pianta della chiesa firmata dall'architetto Rana, che è stata riprodotta qui. Non è datata con precisione, e ovviamente fa uso non del sistema metrico decimale ma del sistema di misurazione in vigore in Piemonte a quel tempo, utilizzando i trabucchi e i piedi tra l'altro.